# Zuia
Zuia (în ucraineană Зуя) este o așezare de tip urban din raionul Bilohirsk, Republica Autonomă Crimeea, Ucraina. În afara localității principale, mai cuprinde și satele Balanove, Barabanove, Lîtvînenkove, Nîjni Orișnîkî, Petrove, Ukraiinske, Verhni Orișnîkî și Volodîmîrivka.

## Demografie
Componența lingvistică a așezării de tip urban Zuia
     Rusă (66,86%)
     Tătară crimeeană (20,58%)
     Ucraineană (4,79%)
     Alte limbi (0,39%)

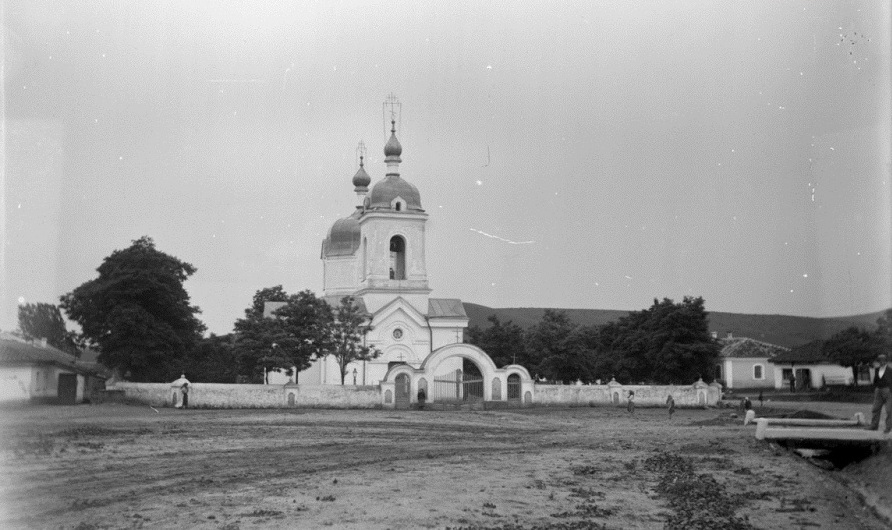
Biserica Sf. Nicolae (1884), Zuia

Conform recensământului din 2001, majoritatea populației așezării de tip urban Zuia era vorbitoare de rusă (66,86%), existând în minoritate și vorbitori de tătară crimeeană (20,58%) și ucraineană (4,79%).